# 닛폰햄
닛폰햄 주식회사(영어: 日本ハム株式会社, 영어: NH Foods Ltd.)는 오사카부 오사카시 기타구(이전에는 오사카 시 주오구)에 본사를 두고 있는 일본의 식품 대기업이다. 햄과 소시지를 제조 또는 판매하고 있으며 1942년에 창업했다. 일본 프로 야구 퍼시픽 리그 팀인 홋카이도 닛폰햄 파이터스를 운영하고 있으며 J리그 팀인 세레소 오사카의 스폰서로도 유명하다.

## 본사
- 오사카부 오사카시 기타구 우메다 2가 4번 9호 브리제 타워

## 같이 보기
- 햄
- 홋카이도 닛폰햄 파이터스
- 세레소 오사카